# Teodora Trapezuntska
Teodora Trapezuntska, znana i kao Teodora Velika Komnena (Θεοδώρα Μεγάλη Κομνηνή, Theodōra Megalē Komnēnē), bila je carica Trapezuntskog Carstva. Vladala je 1284. — 1285. Bila je kći cara Manuela I. Trapezuntskog i njegove supruge Rusudan, koja je bila iz Gruzije.
Moguće je da je Teodora bila žena jednog gruzijskog plemića. Također, moguće je da je postala redovnica.
Uz pomoć gruzijskog kralja Imeretija, Davida VI. Narina, Teodora je zavladala 1284. Njezin je prethodnik bio njezin polubrat Ivan II., trapezuntski car.
Carica je Teodora kovala svoj vlastiti novac, ali je Ivan opet zavladao.
Njezina rođakinja, Ana Trapezuntska, u sljedećem je st. također bila carica vladarica, kao i uzurpatorica Irena Bizantska.